# 和田茂穗
和田茂穗（1935年—），日本東京都出生的流通學者。千葉經濟大學短期大學部教授。早稻田大學畢業，之前曾擔任日本經濟新聞記者。